# Могильников, Сергей Петрович
Сергей Петрович Могильников (28 сентября 1958, Усть-Каменогорск, Казахская ССР, СССР) — советский хоккеист, мастер спорта СССР международного класса. Заслуженный тренер Республики Казахстан.

## Игрок
Сергей Могильников основную часть своей игровой карьеры провел в усть-каменогорском «Торпедо». Игрок первой пятерки за 14 сезонов вошёл и в первую пятерку бомбардиров команды. Следующие 4 сезона провёл в Караганде, а потом играл в Магнитогорске и Тюмени. Последние два сезона проводит в родном «Торпедо».

## Тренер
Тренерская карьера также связана с клубами Казахстана и его сборными.
В 1996 году сборная Казахстана, где Могильников был играющим тренером, выиграла Зимнюю Азиаду в Харбине (Китай).
В 1997 году в связке с Борисом Александровым они вывели в высший хоккейный дивизион казахстанскую сборную, а также прошли в 1/4 финала на Зимней Олимпиаде в японском Нагано-1998.
В 2002 году юношеская сборная под руководством Могильникова, выиграв турнир в группе «Б», пробилась в элиту юношеского хоккея.
В 2007 году на зимней Универсиаде в Турине (Италия) студенческая сборная Казахстана взяла «бронзу» и Могильников вместе с Олегом Болякиным был удостоен звания заслуженного тренера Республики Казахстан.
В 2008 году «Казахмыс» под руководством Могильникова взял «бронзу» Высшей лиги чемпионата России.
В 2012 году был главным тренером родного клуба «Торпедо».

### Статистика (главный тренер)
(данные до 2012 г. не приведены)
Последнее обновление: 27 февраля 2013 года
| Команда         | Турнир-сезон | Регулярный сезон | Регулярный сезон | Регулярный сезон | Регулярный сезон | Регулярный сезон | Регулярный сезон | Регулярный сезон | Регулярный сезон | Плей-офф | Плей-офф | Плей-офф  |
| Команда         | Турнир-сезон | И                | В                | ВО/ВБ            | Н                | ПО/ПБ            | П                | О                | Результат        | В        | П        | Результат |
| --------------- | ------------ | ---------------- | ---------------- | ---------------- | ---------------- | ---------------- | ---------------- | ---------------- | ---------------- | -------- | -------- | --------- |
| Казцинк-Торпедо | ВХЛ 2012-13  | 14               | 5                | 1                | -                | 1                | 7                | 18               | уволен           | -        | -        | -         |